# Bison (contre-torpilleur, 1928)
Pour les articles homonymes, voir Bison (contre-torpilleur).
Le Bison est un contre-torpilleur de classe Guépard construit pour la marine française dans les années 1920.

## Carrière
Au début de la Seconde Guerre mondiale, le Bison a servi pendant la campagne de Norvège. Alors qu’il évacuait les troupes alliées à Namsos, le navire subit une attaque aérienne allemande et explose après avoir été touché dans la soute à munitions avant par une bombe larguée par un Junkers Ju 87 du I./StG 1, tuant 136 membres d'équipage et faisant couler le navire par l'avant.
Le destroyer britannique HMS Afridi, venu en aide aux survivants, sauve soixante-neuf marins français trouvés à l’eau. Cependant, l'Afridi est coulé à son tour par une attaque aérienne. Trente-cinq des survivants du Bison périssent. Les survivants du Bison, de l'Afridi et les troupes qu’ils avaient évacuées ont été secourus par les destroyers Imperial, Griffin et Grenade.